# Dexia formosana
Dexia formosana är en tvåvingeart som först beskrevs av Townsend 1927.  Dexia formosana ingår i släktet Dexia och familjen parasitflugor.
Artens utbredningsområde är Taiwan. Inga underarter finns listade i Catalogue of Life.